# Kénose
Ne doit pas être confondu avec Kénôse.
La kénose est une notion de théologie chrétienne qui signifie que Dieu se dépouille de certains attributs de sa divinité. Le terme vient du grec ancien, κένωσις, kenosis : « action de vider, de se dépouiller de toute chose », provenant du verbe kénoô (κενόω) : « vider », « se dépouiller de soi-même ». Il est employé, entre autres, dans l’Épître de Paul aux Philippiens :

« Lui qui est de condition divine, n’a pas revendiqué jalousement son droit d’être traité comme l'égal de Dieu. Mais il s'est dépouillé (έκένωσεν) lui-même, prenant condition d'esclave, et devenant semblable aux hommes. S'étant comporté comme un homme, il s'humilia plus encore, obéissant jusqu'à la mort, et à la mort sur une croix ! »

— Traduction de la Bible de Jérusalem, 1975.
Cette notion a suscité de nombreux développements d’une théologie qui insiste sur l’abaissement de Dieu. Par amour, Dieu se dépouille d'attributs  comme la toute-puissance, la gloire, l’impassibilité, la perfection, l’autosuffisance, la Providence qui gouverne le monde. La théologie de la kénose aborde le mystère du mal en affirmant que c’est d’abord Dieu qui souffre et non l’homme : « Mais non, Dieu ne permet jamais le mal, il en souffre, il en meurt, il en est d’abord la victime ».
La théologie de la kénose est formalisée par les Pères de l'Église et s'inscrit dans les débats christologiques des premiers conciles. Ainsi, la kénose n'atteint pas la nature divine du Christ, mais seulement son humanité,.

## Applications théologiques

### Kénose de l'incarnation

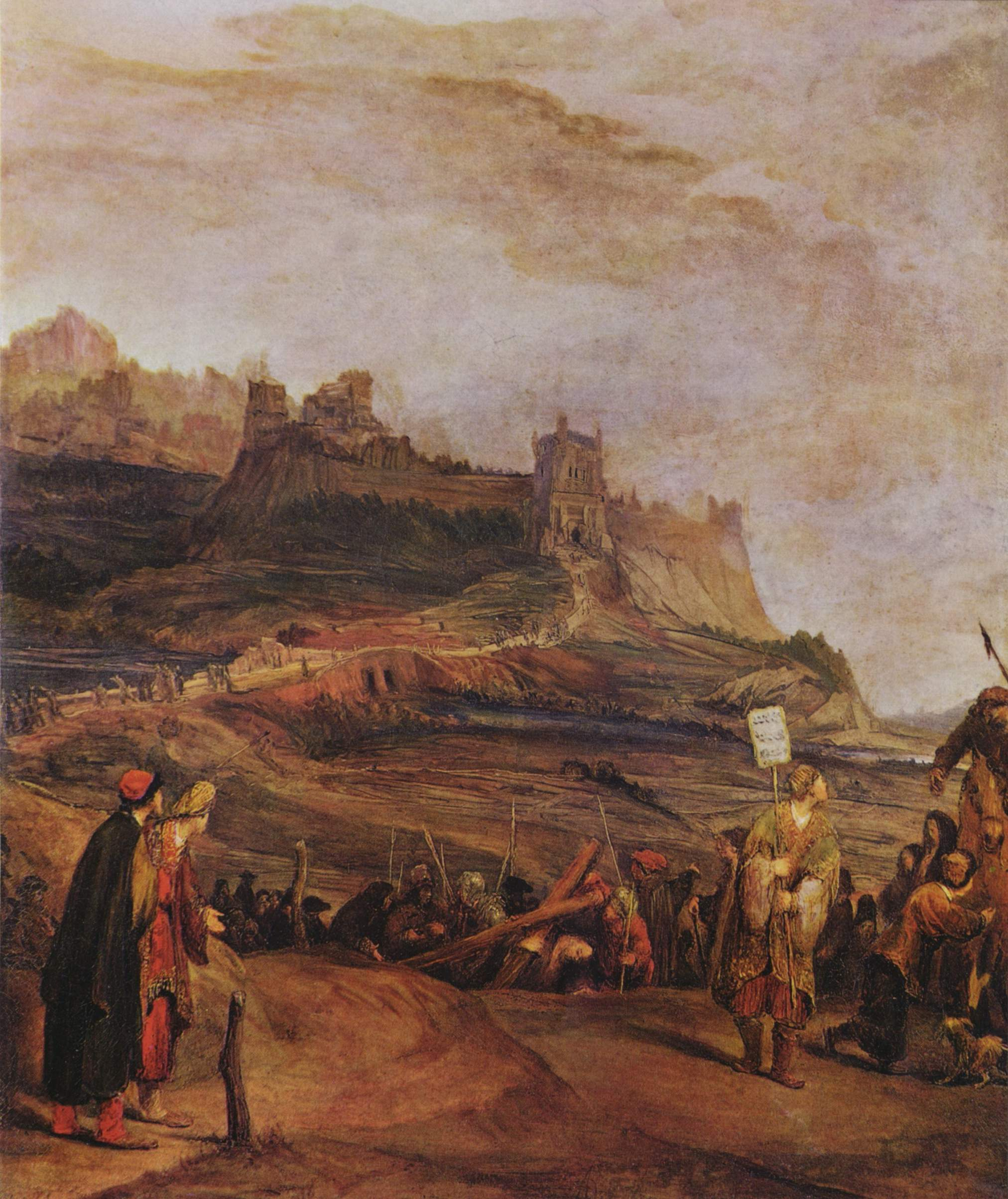
La Montée au Golgotha par Arent de Gelder.

S’appuyant sur un verset de Paul de Tarse de l’Épître aux Philippiens, la théologie de la kénose affirme que l'incarnation du Verbe correspond à un renoncement aux « privilèges divins » usuels, ou plutôt un dépassement : Dieu n'est qu'Amour et les attributs de Dieu ne sont que les attributs de l'Amour. Cette kénose atteint la nature divine du Christ elle-même : Dieu s’est dépouillé de sa joie et de sa toute-puissance. Pour nous révéler l’amour dont il nous comble, Dieu a accepté de souffrir en la Personne du Fils. Ainsi, François Varillon écrit : « Dans l’ordre de l’être, la souffrance est une imperfection. Dans l’ordre de l’amour, elle est le sceau de la perfection ». Pour Moltmann, « un Dieu qui n’est que tout-puissant est un être imparfait en lui-même, car il ne peut éprouver la faiblesse de l’impuissance. La toute-puissance peut être désirée et honorée par des hommes impuissants, mais la toute-puissance n’est pas aimée, seulement crainte. Quelle espèce d’être sera un Dieu qui n’est que tout-puissant ? C'est un être sans expérience, un être sans destin et un être qui n’est aimé par personne. Un homme qui éprouve l’impuissance, un homme qui souffre parce qu’il aime, un homme qui peut mourir est donc un être plus riche qu’un Dieu tout-puissant, incapable de souffrir ni d’aimer, immortel ».
La mort du Christ au Calvaire affecte alors la vie trinitaire, car la filiation et la paternité divine sont effacées par l’abandon du Fils par le Père. Hans Urs von Balthasar explique que le Père se sacrifie aussi « quand il sacrifie son bien-aimé et le fait passer de l’éternité dans le temps. [...] Par la privation que le Père éprouve du fait de l’engagement terrestre de son Fils, il mesure la grandeur de son amour pour le Fils et la grandeur de l’amour du Fils pour lui ».
Cette kénose lors de l'incarnation introduit l’idée de devenir dans la compréhension de Dieu. Cette idée a été soutenue par Arius au IIIe siècle, et plus récemment par Hegel. On retrouve également l’idée de devenir en Dieu dans la kabbale juive. Reprenant Hegel, Hans Küng écrit : « Dans l’ancienne conception du temps, Dieu était considéré le plus souvent comme l’éternel atemporel situé derrière le flux uniforme du devenir absorbant le passé, le présent et l’avenir. À présent, Dieu est connu d’une manière nouvelle : comme le futur eschatologique, comme celui qui vient. Ainsi la théologie devient eschatologie ».

### Kénose de la création
La kénose de la création s’articule autour de trois axes : l’impuissance de Dieu face au mal, le retrait de Dieu, et sa manifestation au Calvaire. Cette approche théologique tend à entrer en opposition à l’idée de Providence divine.
L’événement de la croix, dit Maurice Zundel, impose à l’homme de changer son regard sur Dieu : « Dieu fragile, c'est la donnée la plus émouvante, la plus bouleversante, la plus neuve, la plus essentielle de l’Évangile. Dieu fragile remis entre nos mains. Dieu fragile remis à notre conscience. Dieu fragile et désarmé tellement que c’est à nous de le protéger contre nous-mêmes ». Dieu respectant infiniment ses enfants, Il décide de ne pas du tout intervenir dans le déroulement de leur histoire. L’image de Dieu dans l’Ancien Testament doit donc être renouvelée, selon Maurice Zundel. C’est, dit-il, « une des plus émouvantes preuves de l’amour de Dieu [que] d’avoir accepté d’être représenté sous le travesti d’un langage inadéquat, qui a pu lui donner, à certaines heures, [...] un visage que les hommes eux-mêmes ne voudraient pas avoir ».
L’impuissance de Dieu est donc la conséquence de la liberté qu’il a donnée à l’homme. Dieu s’efface donc pour laisser à l’homme un espace de liberté, comme l’explique le père Marc Domergue, jésuite : « Dieu est anéantissement, effacement de soi. Son être est de se faire disparaître. Au profit de qui ? De l’autre dont il est le tout autre. La croix du Christ n’est pas une sorte d’entreprise suicidaire de Dieu, elle est Dieu se faisant Dieu, si l’on peut parler ainsi. Et que l’on n’aille pas dire : la mort sur la croix concerne la nature humaine du Christ, pas sa nature divine, qui est immuable et impassible. Cette façon de voir n’honore pas suffisamment le egeneto de Jean 1, 14 : « il s'est fait homme » ou « il est devenu homme ». Le divin se fait humain, en forme d'homme ».
L’événement de la croix a une place particulière dans la théologie de la kénose. Ainsi, pour le théologien allemand Eberhard Jüngel, le christianisme occidental « a cru pouvoir penser Dieu, dans son être divin, sans le penser en même temps comme le crucifié ». La Passion du Christ a été trop longtemps considérée « comme un événement concernant uniquement le vrai homme, mais non pas le vrai Dieu. La perfection qui revenait à Dieu en vertu de la loi métaphysique interdisait de le penser comme souffrant ou même de le penser en liaison avec un mort ».

### Kénose de la Trinité
De la kénose de la création, où Dieu s’efface pour faire venir à l’existence les créatures, découle la kénose de la Trinité, où le désir de s’effacer par amour conduit Dieu à engendrer un autre Lui-même. Dans un élan d’amour, les trois personnes mettent leur joie à s’effacer l’une devant l’autre. Maurice Zundel parle de désappropriation infinie : « Dieu est celui qui n’a rien. La Trinité veut dire : la divinité n’est à personne parce que la divinité, c’est le jaillissement éternel de la lumière et de l’amour du Père dans le Fils, du Fils dans le Père, et du Père et du Fils dans le Saint-Esprit ». François Varillon exprime cela par l’idée d’humilité de Dieu. « Le Père n’existe pas d'abord comme personne constituée en elle-même et pour elle-même : c’est l’acte d’engendrer le Fils qui le constitue personne. Il faut donc éviter de dire que le Père est Celui qui se donne ; il est plutôt Acte de se donner. De même le Fils et le Saint-Esprit ».

## Histoire de la théologie de la kénose
Cette approche théologique apparut d’abord chez des théologiens protestants et anglicans du XIXe siècle. En 1857, Thomasius affirme que, tout en gardant conscience de sa divinité, le Verbe avait cessé d’exercer son action divine dans le cosmos au cours de sa vie terrestre en Terre d’Israël. En 1870, Gess, théologien calviniste, va plus loin : en s’incarnant, le Verbe perd provisoirement tous ses attributs divins. Il ne procède plus du Père, mais devient une simple âme humaine. Une fois glorifié, il reprend tous ses attributs divins et la pleine conscience de sa divinité.

## Critiques contre la théologie de la kénose
Il existe actuellement des critiques contre la théologie de la kénose.
Témoignant à ses disciples la source de sa joie profonde, Jésus dit : « Je suis dans le Père et le Père est en moi ». Ce qui fait dire au théologien Pierre Descouvemont : « Le Verbe n’a pas pu renoncer non plus à avoir conscience de son identité de Fils de Dieu [...]. Est aliénée toute personne qui ne sait pas ou ne sait plus qui elle est... qui se prend pour Napoléon alors qu'elle ne l’est pas ! Si Jésus n’avait pas su dès le début de sa venue sur terre qu’Il était le Fils de Dieu en personne, il eut été un aliéné ! C’est pourquoi il n’est pas juste de dire que le Christ vivait de foi comme nous ».
La souffrance de Dieu ne pourrait pas être comprise au sens où on l’entend habituellement. Raïssa Maritain écrit : « Pour un être créé, être capable de souffrir est une réelle perfection, car c'est l’apanage de la vie et de l’esprit, c'est la grandeur de l’homme ; et puisqu’on nous enseigne que nous fûmes créés à la ressemblance de Dieu, est-il donc si difficile de présumer tout bonnement qu’il doit y avoir dans l’Essence impénétrable quelque chose de correspondant à nous, sans péché ? [...] Parce qu’elle implique en sa notion même une imperfection, la souffrance ne peut être attribuée à l’Essence impénétrable ».